# Satellite Award de la meilleure photographie
Le Satellite Award de la meilleure photographie (Satellite Award for Best Cinematography) est une distinction cinématographique américaine décernée depuis 1997 par The International Press Academy.

## Palmarès
Note : les gagnants sont indiqués en gras.

### Années 1990
- 1997 : Le Patient anglais (The English Patient)
  - Breaking the Waves
  - Evita
  - Hamlet
  - Roméo + Juliette (William Shakespeare's Romeo + Juliet)

- 1998 : Amistad 
  - Contact
  - Le Secret du bayou (Eve's Bayou)
  - L.A. Confidential
  - Titanic

- 1999 : La Ligne rouge (The Thin Red Line)
  - Beloved
  - Pleasantville
  - Il faut sauver le soldat Ryan (Saving Private Ryan)
  - Shakespeare in Love

### Années 2000
- 2000 : Sleepy Hollow : La Légende du cavalier sans tête (Sleepy Hollow)
  - American Beauty
  - Anna et le Roi (Anna and the King)
  - Eyes Wide Shut
  - La neige tombait sur les cèdres (Snow falling on cedars)
  - Le Talentueux Mr Ripley (The Talented Mr. Ripley)

- 2001 : Gladiator
  - Tigre et Dragon (臥虎藏龍)
  - La Légende de Bagger Vance (The Legend of Bagger Vance)
  - Mission impossible 2 (Mission: Impossible 2)
  - Traffic

- 2002 : The Barber : l'homme qui n'était pas là (The Man Who Wasn't There)
  - Cœurs perdus en Atlantide (Hearts in Atlantis)
  - Le Seigneur des anneaux : La Communauté de l'anneau (The Lord of the Rings: The Fellowship of the Ring)
  - Moulin Rouge (Moulin Rouge!)
  - Pearl Harbor

- 2003 : Les Sentiers de la perdition (Road to Perdition)
  - Loin du Paradis (Far from Heaven)
  - Gangs of New York
  - Le Seigneur des anneaux : Les Deux Tours (The Lord of the Rings: The Two Towers)
  - Minority Report

- 2004 : Le Dernier Samouraï (The Last Samurai)
  - La Jeune Fille à la perle (Girl with a Pearl Earring)
  - Le Seigneur des anneaux : Le Retour du roi (The Lord of the Rings: The Return of the King)
  - Master and Commander : De l'autre côté du monde (Master and Commander: The Far Side of the World)
  - Mystic River
  - Pur Sang, la légende de Seabiscuit (Seabiscuit)

- 2005 (janvier) : Le Secret des poignards volants (十面埋伏) – Zhao Xiaoding
  - Aviator (The Aviator)
  - Les Désastreuses Aventures des orphelins Baudelaire (Lemony Snicket's A Series of Unfortunate Events) – Emmanuel Lubezki
  - Le Fantôme de l'Opéra (The Phantom of the Opera)
  - Un long dimanche de fiançailles
  - Spider-Man 2

- 2005 (décembre) : The Constant Gardener
  - 2046
  - Charlie et la Chocolaterie (Charlie and the Chocolate Factory)
  - Crazy Kung Fu (功夫)
  - Mémoires d'une geisha (Memoirs of a Geisha)
  - Sin City

- 2006 : Mémoires de nos pères (Flags of Our Fathers)
  - Le Dahlia noir (The Black Dahlia)
  - La Maison de sable (Casa de Areia)
  - The Fountain
  - Une grande année (A Good Year)
  - La Cité interdite (满城尽带黄金甲)
  - X-Men : L'Affrontement final (X-Men: The Last Stand)

- 2007[1] : Le Scaphandre et le Papillon
  - Across the Universe
  - L'Assassinat de Jesse James par le lâche Robert Ford (The Assassination of Jesse James by the Coward Robert Ford)
  - À la croisée des mondes : La Boussole d'or (His Dark Materials: The Golden Compass)
  - There Will Be Blood
  - Zodiac

- 2008[2] : Australia
  - Brideshead Revisited
  - L'Échange (Changeling)
  - L'Étrange Histoire de Benjamin Button (The Curious Case of Benjamin Button)
  - The Duchess
  - Snow Angels

- 2009[3] : Nine
  - Public Enemies
  - It Might Get Loud
  - Les Trois Royaumes (赤壁)
  - A Serious Man
  - Inglourious Basterds

### Années 2010
- 2010[4] : Inception
  - Amore (Io sono l'Amore)
  - Harry Potter et les Reliques de la Mort (Harry Potter and the Deathly Hallows)
  - Salt
  - Secretariat
  - Shutter Island
  - Unstoppable

- 2011[5] : Cheval de guerre (War Horse)
  - The Artist
  - Drive
  - Faust (Фа́уст)
  - Hugo Cabret (Hugo)
  - The Tree of Life

- 2012[6] : L'Odyssée de Pi (Life Of Pi) – Claudio Miranda
  - Anna Karénine (Anna Karenina) – Seamus McGarvey
  - Les Bêtes du sud sauvage (Beasts of the Southern Wild) – Ben Richardson
  - Lincoln – Janusz Kaminski
  - The Master – Mihai Malăimare Jr.
  - Skyfall – Roger Deakins

- 2014 : Inside Llewyn Davis – Bruno Delbonnel
  - Gravity – Emmanuel Lubezki
  - Prisoners – Roger Deakins
  - Rush – Anthony Dod Mantle
  - Twelve Years a Slave – Sean Bobbitt
  - La Vie rêvée de Walter Mitty (The Secret Life of Walter Mitty) – Stuart Dryburgh

- 2015 : Mr. Turner – Dick Pope
  - Birdman – Emmanuel Lubezki
  - Gone Girl – Jeff Cronenweth
  - Inherent Vice – Robert Elswit
  - Interstellar – Hoyte Van Hoytema
  - Une merveilleuse histoire du temps (The Theory of Everything) – Benoît Delhomme

- 2016 : Mad Max: Fury Road – John Seale
  - Le Pont des espions (Bridge of Spies) – Janusz Kamiński
  - Seul sur Mars (The Martian) – Dariusz Wolski
  - The Revenant – Emmanuel Lubezki
  - Sicario – Roger Deakins
  - Spectre – Hoyte Van Hoytema

- 2017 : Le Livre de la jungle – Bill Pope
  - Un jour dans la vie de Billy Lynn (Billy Lynn's Long Halftime Walk) – John Toll
  - Tu ne tueras point – Simon Duggan
  - Olli Mäki (Hymyilevä mies) – Jani-Petteri Passi
  - La La Land – Linus Sandgren
  - Moonlight – James Laxton

- 2018 : Blade Runner 2049 – Roger Deakins
  - Les Heures sombres (Darkest Hour) – Bruno Delbonnel
  - Dunkerque (Dunkirk) – Hoyte van Hoytema
  - Lady Bird – Sam Levy
  - La Forme de l'eau (The Shape of Water) – Dan Laustsen
  - Three Billboards : Les Panneaux de la vengeance (Three Billboards Outside Ebbing, Missouri) – Ben Davis

- 2019 : A Star Is Born– Matthew Libatique
  - Black Panther – Rachel Morrison
  - Cold War – Łukasz Żal
  - La Favorite (The Favourite) – Robbie Ryan
  - Si Beale Street pouvait parler (If Beale Street Could Talk) – James Laxton
  - Roma – Alfonso Cuarón

### Années 2020
- 2020 : 1917 – Roger Deakins
  - Le Mans 66 – Phedon Papamichael
  - The Irishman – Rodrigo Prieto
  - Joker – Lawrence Sher
  - Brooklyn Affairs – Dick Pope
  - Rocketman – George Richmond

- 2021 : Mank – Erik Messerschmidt
  - The Midnight Sky – Martin Ruhe
  - La Mission (News of the World) – Dariusz Wolski
  - Nomadland – Joshua James Richards
  - One Night in Miami – Tami Reiker
  - Tenet – Hoyte van Hoytema

- 2022 : Dune – Greig Fraser
  - Belfast – Haris Zambarloukos
  - C'mon C'mon – Robbie Ryan
  - The Power of the Dog – Ari Wegner
  - Tick, Tick... Boom! – Alice Brooks
  - Macbeth – Bruno Delbonnel

- 2023 : Top Gun: Maverick – Claudio Miranda
  - Avatar: The Way of Water – Russell Carpenter
  - Babylon – Linus Sandgren
  - Les Banshees d'Inisherin – Ben Davis
  - Elvis – Mandy Walker
  - Empire of Light – Roger Deakins

- 2024 : Maestro – Matthew Libatique
  - Ferrari – Erik Messerschmidt
  - Killers of the Flower Moon – Rodrigo Prieto
  - Mission impossible : Dead Reckoning – Fraser Taggart
  - Napoléon – Dariusz Wolski
  - Oppenheimer – Hoyte van Hoytema
  - Saltburn – Linus Sandgren

- 2025 : Dune, deuxième partie (Dune: Part Two) – Greig Fraser
  - The Brutalist – Lol Crawley
  - Gladiator 2 – John Mathieson
  - Maria – Edward Lachman
  - Nickel Boys – Jomo Fray
  - Nosferatu – Jarin Blaschke